# Палау на Светском првенству у атлетици у дворани 2008.
Палау је учествовао на 12. Светском првенству у атлетици у дворани 2008. одржаном у Валенсији од 7. до 9. марта. Репрезентацију Палауа на његовом трећем учешћу на светским првенствима у дворани представљао је један атлетичар који се такмичио у трци на 60 метара.
Представник Палауа није освојио ниједну медаљу а оборио је лични рекорд.

## Учесници
Мушкарци:
- Лион Менглој — 60 м

## Резултати

### Мушкарци
| Атлетичар    | Дисциплина | Лични рекорд | Квалификација | Квалификација | Полуфинале           | Полуфинале           | Финале               | Финале       | Детаљи |
| Атлетичар    | Дисциплина | Лични рекорд | Резултат      | Место         | Резултат             | Место                | Резултат             | Место        | Детаљи |
| ------------ | ---------- | ------------ | ------------- | ------------- | -------------------- | -------------------- | -------------------- | ------------ | ------ |
| Лион Менглој | 60 м       |              | 7,51 ЛР       | 8. у гр. 6    | Није се квалификовао | Није се квалификовао | Није се квалификовао | 57 / 58 (62) |        |